# Liste der Naturdenkmale in Walsdorf (Eifel)
Die Liste der Naturdenkmale in Walsdorf nennt die im Gemeindegebiet von Walsdorf ausgewiesenen Naturdenkmale (Stand 4. Juni 2024).

## Naturdenkmale
| Nr.         | Bezeichnung                     | Lage                                                    | Beschreibung                                                                                     | Bild            |
| ----------- | ------------------------------- | ------------------------------------------------------- | ------------------------------------------------------------------------------------------------ | --------------- |
| ND-7233-062 | Schruß Lei mit dem Meerweibchen | Walsdorf, nordöstlich des Ortes; Flur Großley Lage      | auch Große Lei; mitteldevonische Kalkfelsen; flächenhaftes Naturdenkmal, ca. 300 m²              | Fotos hochladen |
| ND-7233-192 | Siegeseiche am Goßberg          | Walsdorf, westlich des Ortes; Flur Auf den Steinen Lage | Quercus robur, um 1630 gekeimt, 12 m hoch bei 3,55 m Brusthöhenumfang und 21 m Kronendurchmesser | Fotos hochladen |

## Ehemalige Naturdenkmale
| Nr. | Bezeichnung         | Lage                                  | Beschreibung | Bild                                    |
| --- | ------------------- | ------------------------------------- | --- | --------------------------------------- |
|     | Linde an der Schule | Zilsdorf, Antoniusweg, bei Nr. 1 Lage | Tilia sp., um 1850 gepflanzt, 18 m hoch bei 2,5 m Brusthöhenumfang und 12 m Kronendurchmesser; Rechtsverordnung aufgehoben | Direkt Bild zu diesem Denkmal hochladen |